# 南弘明
南 弘明（みなみ ひろあき、1934年6月21日 - ）は、日本の電子音楽および現代音楽の作曲家。東京藝術大学名誉教授。

## 略歴
山口県生まれ。福岡県立八幡高等学校を卒業後、東京藝術大学音楽学部作曲科、同校専攻科を経て、ドイツのフライブルク音楽大学でヴォルフガング・フォルトナーに学ぶ。帰国後、東京音楽大学、東京藝術大学で教鞭を執りながら、作曲活動を続ける。電子音楽に注目し、5曲の「電子交響曲」を作曲した他、1992年には日本電子音楽協会を設立した。また、若い頃から合唱の分野にも力を注いでおり、大学在学時の1955年、草野心平の詩による男声合唱のための組曲「蛙の歌」を作曲している他、堀口大學の訳詩による男声合唱曲集「月下の一群」（第1集 - 第3集）、高田敏子の詩による混声合唱組曲「飛翔（はばたき）」などがある。
東京藝術大学を退官後は山口県に戻る。

## 受賞歴
- 1956年、第25回日本音楽コンクール作曲部門第1位。
- 1968年、国際現代音楽協会（ISCM）音楽祭〈世界音楽の日々〉入選。
- 1971年、芸術祭優秀賞。

## 主要作品
- ソプラノと管弦楽のための「挽歌」
- ピアノ協奏曲
- ソプラノと管弦楽のための「七夕の歌」
- シンセサイザーと管弦楽のための「オリオン」
- 電子交響曲（第1番 - 第5番）
- 電子音と語りによる「蜘蛛の糸」
- 男声合唱のための組曲「蛙の歌」
- 女声合唱組曲「蛇の花嫁」（大手拓次の詩による）
- 混声合唱組曲「飛翔」（芸術祭奨励賞）
- フランスの詩による男声合唱曲集「月下の一群」（第1集 - 第3集 日本の合唱作品100選に選ばれている）
- さようなら（NHK全国学校音楽コンクール課題曲）

## 著書
- 和声 理論と実習（池内友次郎、長谷川良夫、石桁真礼生、松本民之助、矢代秋雄、島岡譲、柏木俊夫、丸田昭三、小林秀雄、三善晃、末吉保雄、佐藤眞との共著、音楽之友社、1964年）
- 十二音による対位法（音楽之友社、1998年）
- シューベルト作曲歌曲集冬の旅――対訳と分析（南道子との共著、国書刊行会、2005年）

## 主な弟子たち
- 近藤譲
- 松下功
- 藤井一興
- 坪能克裕
- 山内雅弘
- 鈴木治行
- 鶴田睦夫
- 千住明
- 岩代太郎
- 中川善裕
- 吉田峰明
- 安川徹
- 斎藤ネコ
- 松尾早人